# 尾斑重牙鯛
尾斑重牙鯛為輻鰭魚綱鱸形目鱸亞目鯛科的其中一種，分布於東大西洋區，包括地中海、黑海、亞速海、加那利群島至馬德拉群島海域，棲息深度可達90公尺，體長可達24公分，棲息在海草床，屬肉食性，以蠕蟲、軟體動物、棘皮動物等為食，可做為食用魚及遊釣魚。